# جیجاق اوراسیایی

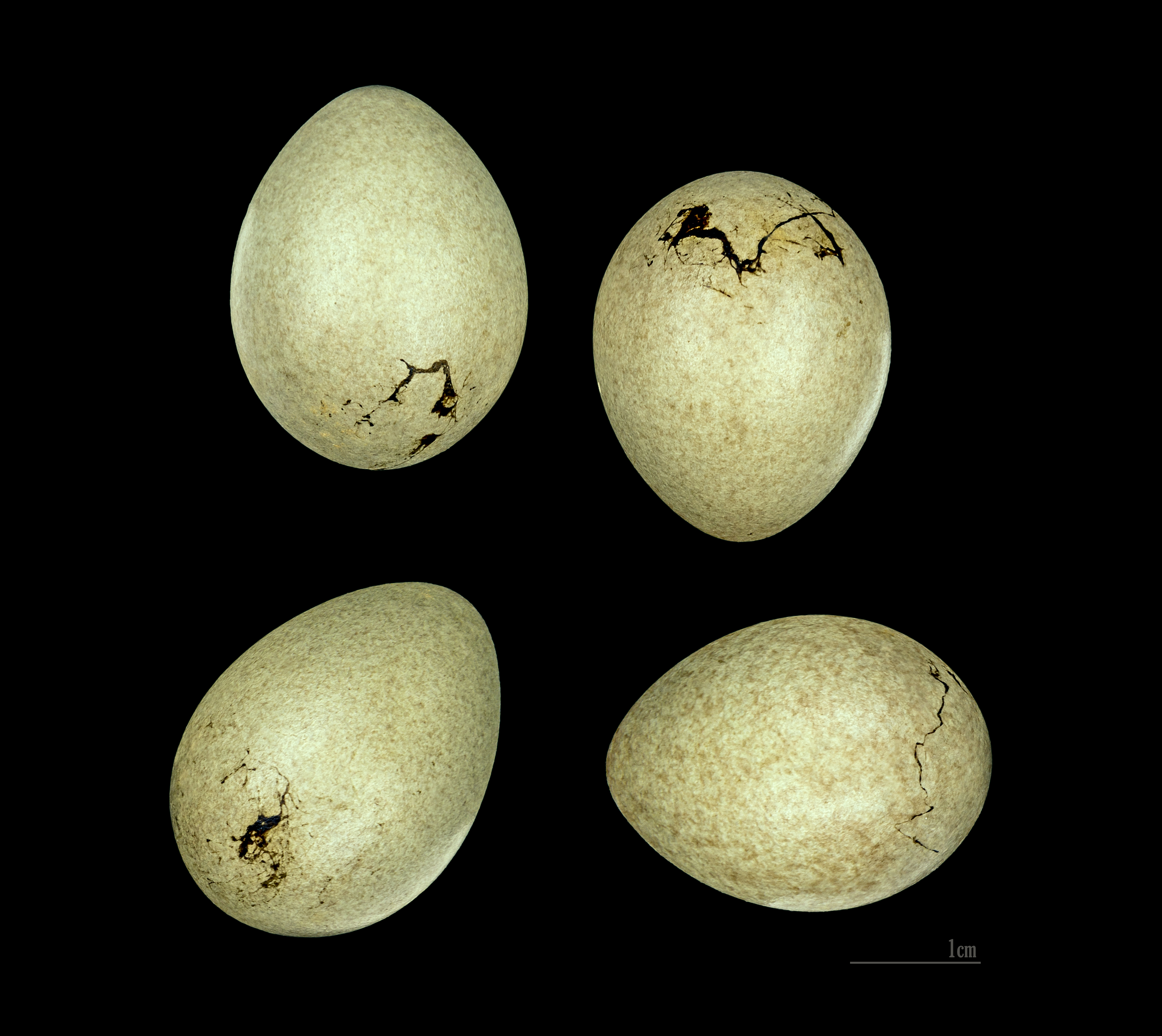
Garrulus glandarius

جیجاق اوراسیایی (Garrulus glandarius) که گاهی با نام زاغ جنگلی هم خوانده می‌شود، پرنده‌ای از راستهٔ گنجشک‌سانان، خانواده کلاغان است که در اروپا، شمال آفریقا و آسیا زندگی می‌کند. جیجاق‌های اوراسیایی پرندگانی میان‌جثه، پرسر و صدا و معمولاً رنگارنگ‌اند.
جیجاق اوراسیایی معمولاً در جنگل‌های بلوط لانه می‌سازد و به بلوط‌خوار هم معروف است. در سال‌های اخیر برخی از آن‌ها به مناطق شهری کوچیده‌اند که ممکن است به دلیل تخریب زیستگاه‌های جنگلی باشد. جیجاق هم بر روی زمین و هم روی درخت غذا می‌خورد و رژیم غذایی متنوعی شامل انواع بی‌مهرگان و بسیاری از حشراتی که آفت محسوب می‌شوند، دانه‌های بلوط، بذر راش و سایر دانه‌های گیاهان، میوه‌ها، تخم و جوجه پرندگان، خفاش‌ها و جوندگان کوچک دارد.